# Cristian Melinte
Cristian Costel Melinte (ur. 9 maja 1988 w Timișoara) – rumuński piłkarz występujący na pozycji bocznego obrońcy. Zawodnik klubu Poli Timișoara.

## Kariera piłkarska
Cristian Melinte jest wychowankiem drużyny Fortuna Covaci. Potem grał w drużynach: Auxerre Lugoj, UT Arad (skąd był wypożyczony do CS Ineu), a w marcu 2009 podpisał kontrakt z Dinamem Bukareszt. W pierwszej drużynie grał jednak bardzo rzadko. W sierpniu 2009 podpisał czteroletni kontrakt z US Palermo, dokąd odszedł na zasadzie wolnego transferu. Zdążył zagrać w dwóch meczach Serie A – na resztę sezonu został wypożyczony do Piacenzy, w barwach której wystąpił 16 razy w Serie B. Po sezonie powrócił do Palermo. W 2011 roku został wypożyczony do klubu Petrolul Ploeszti. Następnie przebywał na wypożyczeniu w Astrze Giurgiu.
W 2013 roku odszedł z Palermo i grał w Concordii Chiajna (dwukrotnie), Politehnice Jassy oraz Poli Timișoara (dwukrotnie).